# Drimonija
Drimonija (lat. Drymonia), biljni rod iz porodice gesnerijevki smješten u podtribus Columneinae, dio tribusa Gesnerieae.. Pripadaju mu 30 vrsta.

## Etimologija
Ime roda dolazi od grčkog δρυμος, drymos = [hrastovo] drvo; u aluziji na biljku koja raste na drveću u šumi.

## Opis
Drymonia je jedan od morfološki najvarijabilnijih i najvećih rodova (82 vrste) unutar neotropskih članova Gesneriaceae; raste u većem dijelu tropske Amerike, a najveću raznolikost nalazimo u planinskim šumama sjeverne Južne Amerike. Kišne šume na srednjoj nadmorskoj visini (500-1500 m), na zapadnim padinama tropskih Anda, skrivaju najveći broj vrsta Drimonije. Vrste ovog varijabilnog roda mogu rasti kao zeljaste biljke ili grmovi, a mogu biti kopnene, epifite ili penjačice. Najveća morfološka varijacija vidljiva je u cvjetovima koji su često veliki i atraktivni, prilagođeni različitim načinima oprašivanja (pčele i kolibrići). Plodovi su također vrlo varijabilni i šareni, uvijek mesnati, ali s različitim načinima otvaranja u zrelosti.  Broj kromosoma: 2n = 18.

## Vrste
1. Drymonia aciculata Wiehler
2. Drymonia affinis (Mansf.) Wiehler
3. Drymonia alloplectoides Hanst.
4. Drymonia ambonensis (L.E.Skog) J.L.Clark
5. Drymonia anisophylla L.E.Skog & L.P.Kvist
6. Drymonia antherocycla Leeuwenb.
7. Drymonia atropurpurea Clavijo & J.L.Clark
8. Drymonia betancurii Clavijo & J.L.Clark
9. Drymonia brochidodroma Wiehler
10. Drymonia candida Hanst.
11. Drymonia chiribogana Wiehler
12. Drymonia coccinea (Aubl.) Wiehler
13. Drymonia collegarum J.L.Clark & J.R.Clark
14. Drymonia conchocalyx Hanst.
15. Drymonia coriacea (Oerst. ex Hanst.) Wiehler
16. Drymonia crassa C.V.Morton
17. Drymonia crenatiloba (Mansf.) Wiehler
18. Drymonia crispa Clavijo & J.L.Clark
19. Drymonia croatii Clavijo, Zuluaga & J.L.Clark
20. Drymonia decora J.R.Clark & J.L.Clark
21. Drymonia dodsonii (Wiehler) J.L.Clark
22. Drymonia doratostyla (Leeuwenb.) Wiehler
23. Drymonia dressleri Wiehler
24. Drymonia droseroides J.L.Clark & Clavijo
25. Drymonia ecuadorensis Wiehler
26. Drymonia erythroloma (Leeuwenb.) Wiehler
27. Drymonia fimbriata C.V.Morton
28. Drymonia flavida L.E.Skog
29. Drymonia foliacea (Rusby) Wiehler
30. Drymonia folsomii L.E.Skog
31. Drymonia glandulosa Kriebel
32. Drymonia guatemalensis (C.V.Morton) D.N.Gibson
33. Drymonia hansteiniana Wiehler
34. Drymonia hoppii (Mansf.) Wiehler
35. Drymonia ignea J.L.Clark
36. Drymonia intermedia Clavijo & J.L.Clark
37. Drymonia killipii Wiehler
38. Drymonia laciniosa Wiehler
39. Drymonia lanceolata (Hanst.) C.V.Morton
40. Drymonia latifolia (Rusby) Rodr.-Flores & L.E.Skog
41. Drymonia longiflora Clavijo & J.L.Clark
42. Drymonia macrantha (Donn.Sm.) D.N.Gibson
43. Drymonia macrophylla (Oerst.) H.E.Moore
44. Drymonia mexicana Clavijo & J.L.Clark
45. Drymonia microcalyx Wiehler
46. Drymonia microphylla Wiehler
47. Drymonia mortoniana Wiehler
48. Drymonia multiflora (Oerst.) Wiehler
49. Drymonia oinochrophylla (Donn.Sm.) D.N.Gibson
50. Drymonia ovatifolia J.L.Clark
51. Drymonia oxysepala Leeuwenb.
52. Drymonia parviflora Hanst.
53. Drymonia peltata (Oliv.) H.E.Moore
54. Drymonia pendula (Poepp.) Wiehler
55. Drymonia peponifera J.L.Clark & Clavijo
56. Drymonia pilifera Wiehler
57. Drymonia psila D.N.Gibson
58. Drymonia psilocalyx Leeuwenb.
59. Drymonia pudica L.E.Skog & Steyerm.
60. Drymonia pulchra Wiehler
61. Drymonia punctulata Wiehler
62. Drymonia rhodoloma Wiehler
63. Drymonia rubra C.V.Morton
64. Drymonia rubripilosa Kriebel
65. Drymonia semicordata (Poepp.) Wiehler
66. Drymonia serrulata (Jacq.) Mart.
67. Drymonia solitaria (Rusby) Wiehler
68. Drymonia squamosa Clavijo & J.L.Clark
69. Drymonia stenophylla (Donn.Sm.) H.E.Moore
70. Drymonia strigosa (Oerst.) Wiehler
71. Drymonia submarginalis Gómez-Laur. & Chavarría
72. Drymonia sulphurea Wiehler
73. Drymonia tenuis (Benth.) J.L.Clark
74. Drymonia teuscheri (Raymond) J.L.Clark
75. Drymonia tolimensis Wiehler
76. Drymonia tomentulifera Kriebel
77. Drymonia turrialvae Hanst.
78. Drymonia uninerva Wiehler
79. Drymonia urceolata Wiehler
80. Drymonia utuanensis Wiehler
81. Drymonia variegata L.Uribe
82. Drymonia warszewicziana Hanst.